# 全国健康联盟
全国健康联盟（英語：National Health Federation，缩写NHF）是总部位于美国加州的一个推广天然药物的游说团体。该组织在全世界22个国家拥有分支机构，并是国际上食品标准领域最权威机构食品法典委员会的观察员。全国健康联盟官方出版物为《健康自由新闻》（Health Freedom News）；该组织目标是保护每个人自由选择營養補充品和替代疗法的权利。
根据其网站介绍，全国健康联盟赢得过强制检查家禽的斗争，协调过推动脊椎治疗师在美国获得合法执照，发起过反对政府自来水加氟的运动，并倡导推动美国立法承认针灸疗法。全国健康联盟还反对美国主流的公共卫生措施，例如新冠封城措施、强制接种新冠疫苗、强制性儿童疫苗接种。

## 历史
1955年，弗雷德·J·哈特创立了全国健康联盟，当时他被美国食药监局命令停止销售无线电疗法的设备。
1981－1982年的名誉主席为罗伯特·S·曼德尔松。
1990年代，全国健康联盟代表消费者和制造商游说美国国会通过了《1994年膳食补充剂健康和教育法》，该法案实施了政府对膳食补充剂、健康声明、良好生产规范和食品和药物监督的质量控制。哈特创立全国健康联盟是为了确保健康和替代医疗的表达自由，反对美国食药监局责令其停止销售未经食品药物管理局授权的医疗设备。多年来全国健康联盟推广了一系列癌症替代疗法，包括扁桃苷。
2008年，全国健康联盟与欧洲消费者组织和政党开展过一项运动，要求欧盟接受爱尔兰就里斯本条约举行的全民公决的结果。 

## 活动
全国健康联盟提倡某些情况下疫苗是危险的，推销未经测试和未经证实的健康产品，并游说反对政府饮水加氟。
全国健康联盟主席斯科特·提普斯是加州执照律师和加州法律评论的前任总编辑，并且是全食杂志（WholeFoods）的撰稿人。

## 评价
麦格劳希尔简明现代医学词典介绍全国健康联盟为，代表替代医学从业者和家属以及消费者，为健康食品施加政治压力以确保健康自由和医疗选择自由的替代医学组织。
庸医观察认为全国健康联盟是使用“替代”和“自由”等词来达到自己目的的游说活动发起人和追随者的联盟。描述全国健康联盟是一个与公认的科学方法以及当前的消费者保护法相悖的组织。
美国癌症协会认为全国健康联盟不是一个医学或科学机构，建议癌症患者避免使用全国健康联盟推广的癌症疗法和产品。 